# 1996年夏季残疾人奥林匹克运动会乌拉圭代表团
1996年夏季残疾人奥林匹克运动会乌拉圭代表团是乌拉圭派出的1996年夏季残疾人奥林匹克运动会代表团。获得1枚铜牌。